# Ничипорович, Анатолий Александрович
Анатолий Александрович Ничипорович (11 ноября 1899, Саратов — 24 декабря 1995, Москва) — советский физиолог растений.

## Биография
Родился 11 ноября 1899 года в Саратове. В 1918 году поступил в Саратовский сельскохозяйственный институт, который окончил в 1922 году.
С 1922 по 1940 год работал на Саратовской и Северо-Кавказской опытных станциях, во ВНИИ каучука и гуттаперчи, в Брянском лесном институте. С 1940 по 1980-е годы заведовал лабораторией фотосинтеза Института физиологии растений. Читал лекции и работал в Брянске (Брянский лесной институт), Москве (МГУ), Московской области (Московский областной педагогический институт) и Саратове (Саратовский сельскохозяйственный институт).
Скончался 24 декабря 1995 года. Похоронен на Донском кладбище.

## Научные работы
Основные научные работы посвящены изучению фотосинтеза, дыхания, транспирации и других физиологических процессов у растений. Инициатор работ в области космобиологии.
- 1955-59 — Разработал представление о разнокачественности продуктов фотосинтеза — углеводов, белков и жиров.
- Руководил исследованиями по фотосинтезу в СССР и странах СЭВ по Международной биологической программе.
- Усовершенствовал современные лабораторные и полевые методы исследования газообмена и энергетики фотосинтеза.

## Избранные сочинения
- Ничипорович А. А. Фотосинтез и теория высоких урожаев. — М.: Изд-во АН СССР, 1956. — 92 с.

## Членство в обществах
- 1970-91 — Член-корреспондент АН СССР.

## Награды и премии
- орден Октябрьской Революции (06.11.1979)
- орден Трудового Красного Знамени (27.03.1954)
- орден Красной Звезды (10.06.1945)
- Заслуженный деятель науки РСФСР (03.08.1970)
- Премия Президиума АН СССР (1952; 1953)